# Lathus-Saint-Rémy
Lathus-Saint-Rémy is een gemeente in het Franse departement Vienne (regio Nouvelle-Aquitaine) en telt 1241 inwoners (2005). De plaats maakt deel uit van het arrondissement Montmorillon.

## Geografie
De oppervlakte van Lathus-Saint-Rémy bedraagt 96,1 km², de bevolkingsdichtheid is 12,9 inwoners per km².

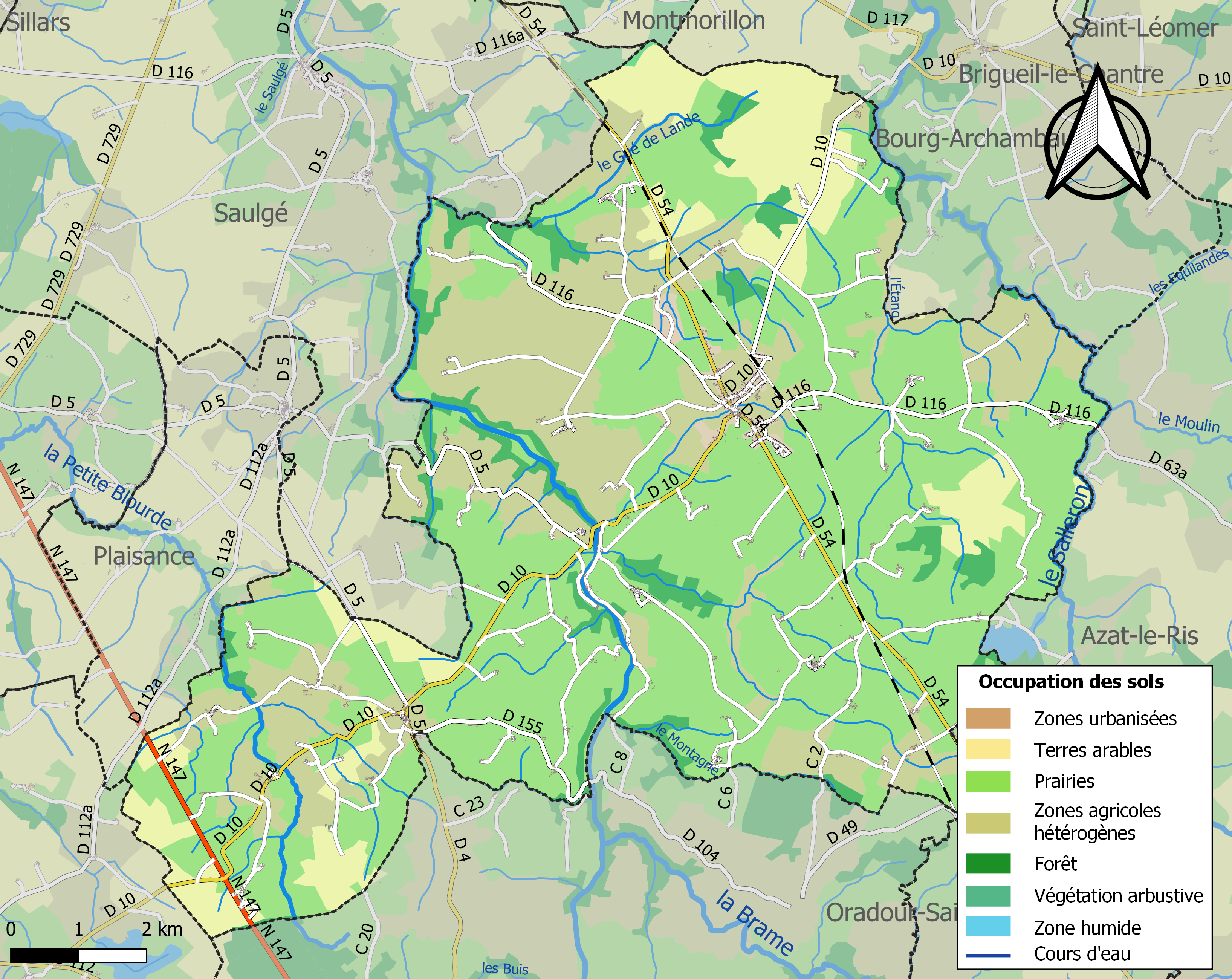
Kaart van de gemeente met de belangrijkste infrastructuur, bodemgebruik en omliggende gemeenten

## Verkeer en vervoer
In de gemeente ligt de spoorweghalte Lathus.

## Demografie
Onderstaande figuur toont het verloop van het inwonertal (bron: INSEE-tellingen).

1. ↑  Populations de référence 2022.